# Triazophos
Triazophos ist ein Thiophosphorsäureester und ist der Wirkstoff des Insektizids Hostathion von Bayer CropScience (vormals Hoechst).
Es handelt sich bei diesem Wirkstoff um einen Acetylcholinesterasehemmer.

## Zulassung
Triazophos war seit 1975 in der BRD zugelassen.
Es war in der EU bis zum 31. Dezember 2004 als Insektizid zugelassen (EU-Verordnung Nr. 2076/2002), jedoch wurde die Zulassung mit der EU-Verordnung Nr. 1336/2003 zum 25. Juli 2003 widerrufen.
Heute sind in den Staaten der EU und in der Schweiz keine Pflanzenschutzmittel mit diesem Wirkstoff zugelassen.
In einigen Ländern wie Indien, Mali und den Philippinen ist es zugelassen.

## Verwendung
Heute spielt Triazophos noch vorwiegend eine Rolle im asiatischen Raum, wo es beispielsweise noch von der Bayer CropScience Niederlassung in Indonesien vermarktet wird. Jedoch ist die Anwendung vor allem in Indien nicht unumstritten.

## Nachweis
Die Analytik von Triazophos kann mit Hilfe der Flüssigkeitschromatographie oder Gaschromatographie erfolgen.